# Баффингтон, Лерой Сандерленд
Лерой Сандерленд Баффингтон (англ. LeRoy Sunderland Buffington, 22 сентября 1848, Цинциннати — 16 февраля 1931, Миннеаполис, Миннесота) — американский архитектор, один из представителей функционализма и изобретателей каркасной конструкции высотных зданий в архитектуре начала XX века.
Родился в Цинциннати, штат Огайо. Изучал инженерное дело и архитектуру в Университете Цинциннати. В 1869 году получил диплом инженера-строителя. Переехал в Сент-Пол, штат Миннесота, где стал партнером Авраама Рэдклиффа. Работал над реконструкцией здания Капитолия штата Миннесота. Лерой Баффингтон строил отели, коммерческие здания, церкви, жилые дома.
В 1881 году Баффингтон заявил, что изобрёл новый метод строительства высотных зданий с использованием несущей железной конструкции. Он подал заявку на патент в ноябре 1887 года и получил его в мае 1888 года. Баффингтон утверждал, что идею каркасного здания он нашёл в «Беседах об архитектуре» Э. Виолле-ле-Дюка (1863—1872), однако разработку этой идеи приписал себе. Автор назвал своё детище cloudscraper — «облакоскрёб».
На основе своего изобретения Баффингтон разработал проект высотного здания Рэнд (Rand Tower) в Миннеаполисе (осуществлён позднее). На изобретение каркасной конструкции высотных зданий претендовали архитекторы чикагской архитектурной школы: Уильям «Ле Барон» Дженни, Луис Салливан, Мартин Рош, Дэниэл Бёрнам, Джон Рут. Поэтому заявление Баффингтона осталось без должного внимания и в дальнейшем его имя почти упоминается. Оно отсутствует даже в большинстве архитектурных энциклопедий.
Баффингтон продолжал заниматься частной практикой в Миннеаполисе до своей смерти 15 февраля 1931 года. Многие постройки по проектам Баффингтона в дальнейшем были разрушены либо перестроены ещё при жизни автора в связи с интенсивным развитием городов штата Миннесота.

## Основные проекты
- Пиллсбери-Милл. Миннеаполис. 1881
- Южное депо. Сент-Пол. 1881 (снесено в 1913)
- Отель Лафайет. 1882. Пляж Миннетонка (уничтожен пожаром в 1897)
- Здание Капитолия штата Миннесота. Сент-Пол. 1882 (снесено в 1938)
- Первый Капитолий Дакоты. 1883 (уничтожен пожаром 1930)
- «Бостонский блок». Миннеаполис. 1884 (здание снесено в 1942)
- Дом Шипмана-Греве. Сент-Пол
- Здание газеты «Minneapolis Tribune». Миннеаполис. 1884 (снесено в 1889)
- «Западный отель». 1884. Миннеаполис (снесён в 1940)
- Здания Университета Миннесоты: Эдди Холл (1886), Пиллсбери-холл (1889), Николсон-холл (1890) и Бертон-холл (1894)
- «Национальный отель». 1893. Йеллоустонский национальный парк (снесен в 1936)
- Парк Большого острова. 1906. (снесен в 1918), Ороно